# Federația de Fotbal a Eritreei
Federația de Fotbal a Guineei Eritreei (E.N.F.F.) este forul ce guvernează fotbalul în Eritreea. Se ocupă de organizarea echipei naționale și a campionatului.